# 박해원
박해원은 대한민국의 2017년 미스코리아 광주-전남 특별상으로 본선 진출 자격을 갖는다.

## 프로필
- 수상: 2017년 미스코리아 광주-전남 특별상
- 취미: 독서, 영화감상, 피아노, 기타연주
- 특기: 한국무용